# Gino Regini
Gino Regini (Tolentino, 1911 – Bologna, 1968) è stato un poeta e traduttore italiano.

## Biografia
Negli anni Trenta, ancora molto giovane, iniziò l'attività di traduttore. Nel suo lavoro si confrontò con gli amici fraterni Plinio Acquabona e Romano Palatroni, anch'essi traduttori e poeti, in un continuo e proficuo scambio culturale che durò tutta la vita. Trasferitosi a Bologna in seguito al matrimonio alternò il lavoro di versione con l'insegnamento, ma si dedicò anche alla produzione poetica, di cui il dolore per la prematura morte della moglie Vittoria costituì il tema principale.
Questa attività poetica rimase tuttavia qualcosa di personale, di cui era molto geloso. Solo nel 1957 l'amico Plinio Acquabona lo convinse a pubblicare alcune poesie nel volume Dieci condizioni poetiche edito da Bucciarelli. Molte sono tuttavia ancora inedite.
L'amicizia e la stima di un altro marchigiano famoso, Fernando Palazzi, autore del Dizionario della Lingua Italiana, lo coinvolsero nella produzione di vari testi scolastici di antologia, epica e cultura classica, nella stesura, per la collana La scala d'oro UTET di due volumi: "Fatti di storia orientale e greca" e "Fatti di storia italiana" e nella riduzione dei romanzi La macchina del tempo di Herbert George Wells e di Nicholas Nickleby di Charles Dickens. Collaborò anche, con varie riduzioni, all'Enciclopedia UTET Le trame d'oro.
Il suo valore di traduttore si fonda, oltre che sulla perfetta conoscenza della lingua da tradurre e sull'adesione ai metri originali, anche sulla sua sensibilità di poeta. Esso si dispiega appieno in Orfeo. Il tesoro della lirica universale (Sansoni 1949) dove appaiono sue versioni di poeti greci, latini, francesi, portoghesi, spagnoli, russi, tedeschi.
L'opera alla quale era maggiormente legato era la traduzione delle Elegie di Duino di Rainer Maria Rilke per la profonda bellezza del testo e la difficoltà di renderlo in italiano. Le pubblicò una prima volta nel 1954 per i tipi Mareggiani di Bologna e furono riproposte poi, insieme a Quattro Requiem nel 1991, dopo la sua morte, dalle Edizioni Paoline. In quella occasione il germanista e scrittore Claudio Magris scrisse che si trattava del più bel Rilke mai apparso in Italia e forse del primo Rilke davvero di tutti.
L'editore Crocetti nel 1995 ha voluto inserire le sue traduzioni di Rilke nel 13° volume della collana Omicron, dedicata alle più belle poesie di vari autori stranieri. Nel 1961 era apparsa, per la Nuova Accademia Editrice, la sua versione delle Poesie di Rubén Darío, mentre nel 1959 aveva curato, sempre per la Nuova Accademia, la pubblicazione delle Poesie di  Charles Baudelaire tradotte dall'amico Romano Palatroni, anch'egli prematuramente scomparso. Stava dedicandosi alla traduzione dell'opera completa di Federico García Lorca e aveva già terminato la versione della Brocca rotta e dell'Anfitrione di Kleist, quando lo colse improvvisamente la morte.
| Controllo di autorità | VIAF (EN) 1507150808947519000002 · GND (DE) 1141196298 |